# Estação Gares
Gares é uma estação da linha única do Metro de Rennes. Esta estação tem ligação à linha de comboio .